# Thomas Kruse (Handballspieler)
Thomas Kruse (* 22. August 1968) ist ein ehemaliger deutscher Handballspieler der Bundesliga.

## Karriere
Kruse gehörte der Bundesligamannschaft der SG Flensburg-Handewitt an. Im Jahr 1994 wechselte der Rückraumspieler zum Ligakonkurrenten VfL Bad Schwartau. Später lief der Linkshänder für den TV Grambke-Bremen auf, mit dem er in der Saison 1997/98 in der 2. Bundesliga antrat. Anschließend kehrte Kruse zum VfL Bad Schwartau zurück, für dessen 2. Mannschaft er in der Regionalliga auflief. In der Saison 1999/2000 gehörte er nochmals dem Bad Schwartauer Bundesligakader an.
Kruse trainierte zwischen 1999 und 2007 die Frauenmannschaft des TSV Travemünde, die unter seiner Leitung in die 2. Bundesliga aufstieg. Anschließend bestritt Kruse in der Saison 2007/08 nochmals zwei Spiele für den Oberligisten Ahrensburger TSV. Im Sommer 2012 kehrte er als Co-Trainer zum TSV Travemünde zurück. Nachdem sich der schon als Absteiger feststehende TSV Travemünde von seinem Trainer getrennt hatte, übernahm Kruse in der Schlussphase der Zweitliga-Saison 2012/13 erneut das Traineramt. In der darauffolgenden Spielzeit gelang der Mannschaft der sofortige Wiederaufstieg. Als Travemünde 2015 aus der 2. Bundesliga abgestiegen war, schloss Kruse sich dem Trainerteam des Schleswig-Holstein-Ligisten SV Preußen Reinfeld an.
Ab September 2018 trainierte Kruse den Oberligisten AMTV Hamburg. Kruse wechselte zur Saison 2022/23 zum Drittligisten SG Todesfelde/Leezen, die er bis November 2023 trainierte.